# 沢田謙太郎
沢田 謙太郎（さわだ けんたろう、1970年5月15日 - ）は、神奈川県鎌倉市出身の元プロサッカー選手、サッカー指導者（JFA 公認S級コーチ）。現役時代のポジションはDFで主に右サイド。

## 来歴

### 現役時代
鎌倉市の粟船FC、大船中学校、藤沢西高校から中央大学を経て、1993年に柏レイソルに入団。入団当時は攻撃的なMFでの出場機会が多かったが、2年目から右サイドバックにコンバートされた。右サイドからの素早い上がりを持ち味とし、DFとしても堅実な守備で貢献した。この活躍が認められJFLの新人王とベストイレブンに輝くなど、チームの原動力となりJリーグ昇格も果たした。
1995年はJリーグ昇格1年目の柏で活躍を見せ、柏レイソル発足後初の日本代表にも選出され通算4試合に出場。しかしこれ以降はフィジカル面を指摘され代表のポジションを柳本啓成から奪うまでには至らなかった。
翌年以降もJリーグで出場を続けたが、1998年に就任した西野朗監督による3バックの採用に伴い、徐々に出場機会が減少した。しかし成績上の問題から4バックで臨む試合となると定位置は不動であった。しかし、この年のオフにベルマーレ平塚から洪明甫、消滅した横浜フリューゲルスから薩川了洋の加入が決定的となり、3バックの陣容が整ったことから戦力外通告を受けた。
1999年からサンフレッチェ広島に移籍。間もなく右WBとして定位置をつかみ全盛期の勢いを取り戻す。特にチームの精神的な面でも貢献した。2001年ごろから駒野友一が右SBのポジションを掴んだため、右SBだけではなくボランチとしても出場。2003年は故障がちで満足な活躍ができなかったが、精神的な面でチームを支え、チームのJ1昇格に貢献。昇格決定したサガン鳥栖戦に途中交代出場しピッチ上で勝利と昇格の喜びを味わった。その年のオフに広島からコーチのオファーを受けるも現役にこだわり、アルビレックス新潟などのテストを受けるも、夫人の言葉で決意し、現役を引退。

### 指導者時代
2004年からサンフレッチェ広島ユースのコーチに就任。そこで森山佳郎監督とともに指導に当たる。その年は日本クラブユースサッカー選手権 (U-18)大会・高円宮杯全日本ユースサッカー選手権 (U-18)大会の2冠制覇、Jユースカップ準優勝など、クラブユース史上最強のチームと言われるまでに成長した。同年には、天皇杯広島予選にあたる全広島サッカー選手権大会決勝を、監督代行として当時高1の遊佐克美、中3の横竹翔など高校一年生にジュニアユースから選手を借りたユースBチームで戦うも、広島経済大学に延長戦の後、PK戦の末敗れている。
2006年からは、ユースでのコーチングが評価されトップチームのコーチを務めた。2008年からは強化部育成コーチとなり、同年にS級ライセンス取得。2009年よりジュニアユース監督に就任。2014年には自身初タイトルとなるJFAプレミアカップ優勝に導いた。2015年、ユース監督に昇格した。2018年からはトップチームコーチを兼任。
2019年を以ってユース監督を退き、トップチームのヘッドコーチに専念する。2021年10月、城福浩の退任で監督に就任。2021年12月14日、広島のアカデミー部長に就任した。

## 所属クラブ
- 粟船FC
- 鎌倉市立大船中学校
- 1986年 - 1988年 神奈川県立藤沢西高等学校
- 1989年 - 1992年 中央大学
- 1993年 - 1998年  柏レイソル
- 1999年 - 2003年  サンフレッチェ広島

## 個人成績
| 国内大会個人成績 | 国内大会個人成績 | 国内大会個人成績 | 国内大会個人成績 | 国内大会個人成績 | 国内大会個人成績 | 国内大会個人成績 | 国内大会個人成績 | 国内大会個人成績 | 国内大会個人成績 | 国内大会個人成績 | 国内大会個人成績 |
| 年度             | クラブ           | 背番号           | リーグ           | リーグ戦         | リーグ戦         | リーグ杯         | リーグ杯         | オープン杯       | オープン杯       | 期間通算         | 期間通算         |
| 年度             | クラブ           | 背番号           | リーグ           | 出場             | 得点             | 出場             | 得点             | 出場             | 得点             | 出場             | 得点             |
| 日本             | 日本             | 日本             | 日本             | リーグ戦         | リーグ戦         | リーグ杯         | リーグ杯         | 天皇杯           | 天皇杯           | 期間通算         | 期間通算         |
| ---------------- | ---------------- | ---------------- | ---------------- | ---------------- | ---------------- | ---------------- | ---------------- | ---------------- | ---------------- | ---------------- | ---------------- |
| 1993             | 柏               | 30               | 旧JFL1部         | 12               | 2                | 6                | 0                | 1                | 0                | 19               | 2                |
| 1994             | 柏               | 2                | 旧JFL            | 30               | 3                | 1                | 0                | 0                | 0                | 31               | 3                |
| 1995             | 柏               | -                | J                | 43               | 0                | -                | -                | 2                | 0                | 45               | 0                |
| 1996             | 柏               | -                | J                | 23               | 1                | 4                | 0                | 2                | 0                | 29               | 1                |
| 1997             | 柏               | 2                | J                | 30               | 0                | 8                | 0                | 3                | 0                | 41               | 0                |
| 1998             | 柏               | 2                | J                | 30               | 1                | 4                | 0                | 2                | 0                | 36               | 1                |
| 1999             | 広島             | 3                | J1               | 29               | 3                | 4                | 1                | 4                | 0                | 37               | 4                |
| 2000             | 広島             | 3                | J1               | 30               | 3                | 1                | 0                | 2                | 0                | 33               | 3                |
| 2001             | 広島             | 3                | J1               | 24               | 0                | 5                | 0                | 2                | 0                | 31               | 0                |
| 2002             | 広島             | 3                | J1               | 26               | 2                | 5                | 0                | 1                | 0                | 32               | 2                |
| 2003             | 広島             | 3                | J2               | 2                | 0                | -                | -                | 0                | 0                | 2                | 0                |
| 通算             | 日本             | 日本             | J1               | 235              | 10               | 31               | 1                | 18               | 0                | 284              | 11               |
| 通算             | 日本             | 日本             | J2               | 2                | 0                | -                | -                | 0                | 0                | 2                | 0                |
| 通算             | 日本             | 日本             | 旧JFL1部         | 42               | 5                | 7                | 0                | 1                | 0                | 50               | 5                |
| 総通算           | 総通算           | 総通算           | 総通算           | 279              | 15               | 38               | 1                | 19               | 0                | 236              | 16               |

## 代表歴

### 試合数
- 国際Aマッチ 4試合 0得点 (1995年 - 1996年)

| 日本代表 | 国際Aマッチ | 国際Aマッチ |
| 年       | 出場        | 得点        |
| -------- | ----------- | ----------- |
| 1995     | 2           | 0           |
| 1996     | 2           | 0           |
| 通算     | 4           | 0           |

### 出場
| No. | 開催日         | 開催都市     | スタジアム                   | 対戦相手       | 結果 | 監督   | 大会                       |
| --- | -------------- | ------------ | ---------------------------- | -------------- | ---- | ------ | -------------------------- |
| 1.  | 1995年09月20日 | 東京都       | 国立霞ヶ丘競技場陸上競技場   | パラグアイ     | ●1-2 | 加茂周 | デサント・アディダスマッチ |
| 2.  | 1995年10月28日 | 愛媛県       | 愛媛県総合運動公園陸上競技場 | サウジアラビア | ○2-1 | 加茂周 | デサント・アディダスマッチ |
| 3.  | 1996年02月10日 | ウォロンゴン |                              | オーストラリア | ○4-1 | 加茂周 | 国際親善試合               |
| 4.  | 1996年02月14日 | メルボルン   |                              | オーストラリア | ●0-3 | 加茂周 | 国際親善試合               |

## 指導歴
- 2004年 - サンフレッチェ広島
  - 2004年 - 2005年 ユース コーチ
  - 2006年 - 2007年 トップチーム コーチ
  - 2008年 育成コーチ
  - 2009年 - 2014年 ジュニアユース 監督
  - 2015年 - 2017年 ユース 監督
  - 2018年 - 2019年 トップチームコーチ兼ユース監督
  - 2020年 - 2021年10月 トップチーム ヘッドコーチ
  - 2021年10月 - 2021年12月 トップチーム 監督
  - 2022年 - 育成部部長